# Venus d'Esquilí
La Venus Esquilina o Venus d'Esquilí és una escultura realitzada en marbre d'una dona nua amb sandàlies i tocat realitzada a una escala menor que la realitat.

## Història
Va ser trobada al pujol Esquilí, als Jardins Lamians (un dels jardins imperials, riques fonts arqueològiques d'escultures clàssiques) l'any 1874, durant les intenses tasques de construcció posteriors al Risorgimento efectuades per condicionar a Roma com la capital d'Itàlia. Aviat va passar a la col·lecció dels Museus Capitolins, on roman, i el seu lloc d'exposició és a l'edifici Centrale Montemartini. Entre desembre de 2006 i febrer de 2007, va ser la peça central de l'exposició «Cleòpatra i els Cèsars» en el Bucerius Kunst Forum at Hamburg, i, entre març i juny del 2007, va estar al Museu del Louvre a l'exposició temporal sobre Praxíteles.
Estilísticament, la Venus d'Esquilí és un exemple de l'escola neoàtica «eclèctica» de Praxíteles, combinant elements de diverses altres escoles: una idea praxiteliana de la forma femenina nua; un rostre, tors musculat i petits pits alts de l'estil sever del segle v aC; i les cuixes atapeïdes típiques de les escultures hel·lenístiques. Els seus braços es devien trencar quan l'estàtua va caure després que el parc imperial en el qual s'erigia fos abandonat. Els braços han estat "restaurats", metafòricament, amb freqüència en pintures inspirades en aquesta escultura i, escultòricament, per l'escultor català Antoni Alsina Amils a començament del segle xx, durant la seva estada a Roma.

## Tema
El tema de l'estàtua s'ha interpretat de diverses formes: com la deessa romana Venus (possiblement en la forma de Venus Anadiómena), com una banyista mortal nua, una versió femenina del Diadumen, o un encàrrec ptolemaic, o potser una còpia encarregada pel mateix Claudi per als jardins imperials.

## A l'art contemporani

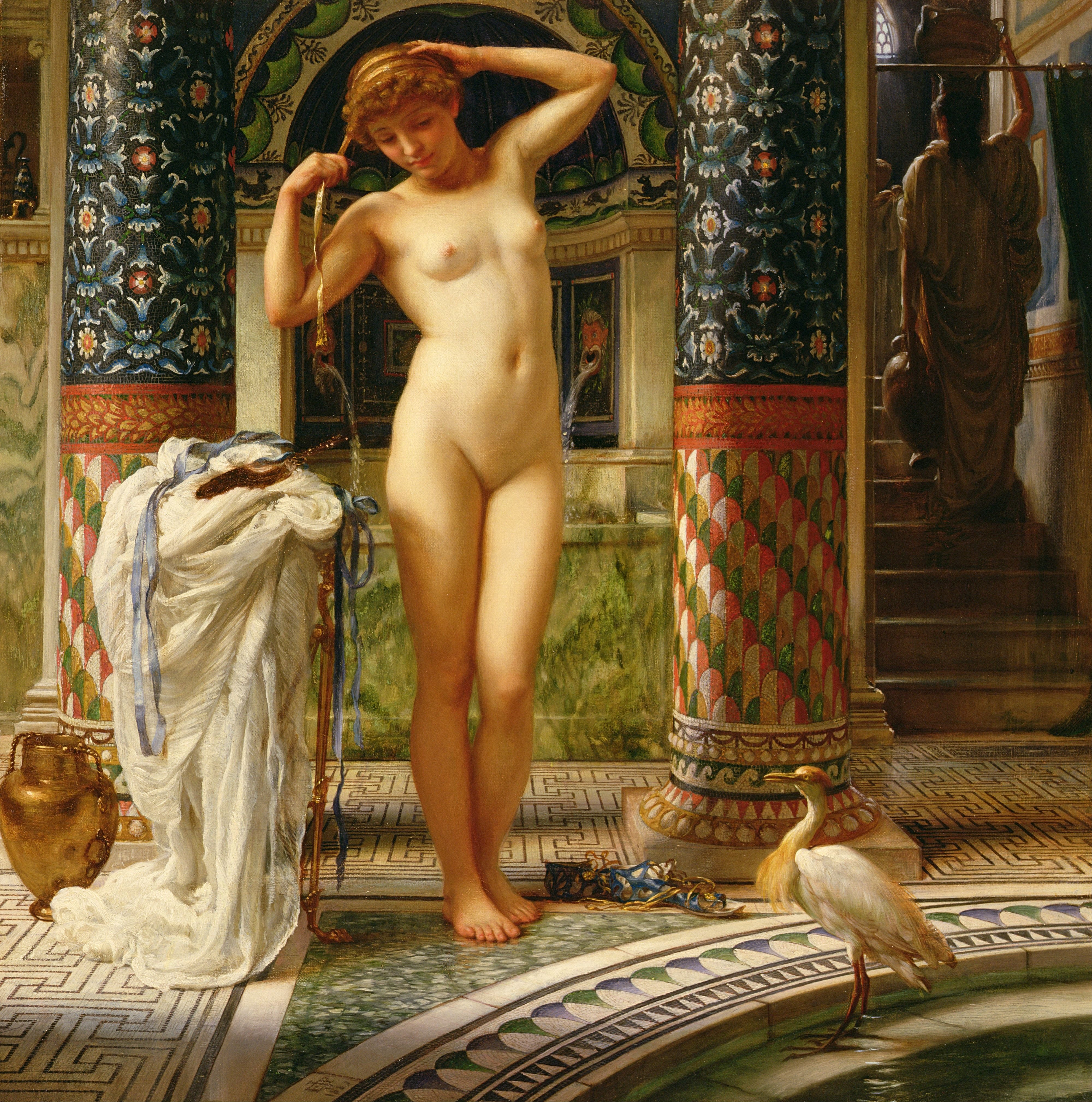
Diadumene, per Edward Poynter (1884).

L'escultura va inspirar moltes reconstruccions artístiques en la dècada següent al seu descobriment. Destaquen entre elles A Sculptor's Model de Lawrence Alma-Tadema (1877) i Diadumene d'Edward Poynter (1884). Tots dos autors van retratar el model de l'estàtua al moment de lligar-se el pèl amb una tira de teixit (com amb el tipus d'estàtua Diadumen) en preparació per posar per a l'estàtua o de prendre un bany, respectivament. Poynter creia que aquesta era la reconstrucció correcta en part perquè les restes del dit menovell de la mà esquerra són visibles en la part posterior del cap, la qual cosa suggereix que el seu braç esquerre estava aixecat per subjectar-se el pèl, mentre la mà dreta lligava la tela. Al Museu Centrale Montemartini, la Venus Esquilina sol exhibir-se actualment darrere d'una «piscina» (en realitat un panell de cristall en el sòl) com a tribut a aquesta interpretació.

### Cleòpatra?
- Schulz, Matthias «Das Gesicht der Göttin». Der Spiegel, 42, 2006, pàg. S. 182. ISSN 0038-7452.
- Seewald, Berthold «So sah Kleopatra wirklich aus». Die Welt, 26-10-2006.
- Andreae, Bernard; Westheider, Ortrud. Kleopatra und die Caesaren: eine Ausstellung des Bucerius-Kunst-Forums Hamburg, 28. Oktober 2006 bis 4. Februar 2007.  Múnich: Hirmer, 2006. ISBN 9783777432458.
- [Article sense firmar] «Cleo uncovered». Current World Archaeology, 20, diciembre 2006–enero 2007, pàg. 42–3.